# Herbord (biskup Lawantu)
Herbord (zm. ok. 1275) – duchowny katolicki, franciszkanin, biskup.
Pochodził ze Śląska i był spowiednikiem księżnej Jadwigi Śląskiej oraz należał do zakonu franciszkanów. 17 grudnia 1267 roku został mianowany przez papieża Klemensa IV biskupem ordynariuszem diecezji Lavanttal. W lipcu tego samego roku otrzymał niezbędne święcenia i objął rządy w diecezji. Jednocześnie pełnił funkcję wikariusza generalnego archidiecezji salzburskiej. Od 1270 roku był wrocławskim biskupem pomocniczym.